# Discinella purpurascens
Discinella purpurascens är en svampart som först beskrevs av Christiaan Hendrik Persoon, och fick sitt nu gällande namn av Jean Louis Emile Boudier 1907. Discinella purpurascens ingår i släktet Discinella och familjen Helotiaceae.   Inga underarter finns listade i Catalogue of Life.